# 森海哉
森 海哉（もり かいや、2001年1月18日 - ）は、日本の俳優、モデルである。ホリプロ（ホリプロ・インプルーブメント）所属。千葉県出身。身長174cm。

## 人物
趣味が投網、釣りでSNS（instagram)では専用のアカウントで写真を投稿している。

## 出演

### テレビドラマ
- 2014.10. TBS「ドラフト緊急生特番！お母さんありがとう」山崎康晃（幼少）役
- 2016.04 NHK-Eテレ「念力家族」村西光役
- 2017.02 AbemaTV「オオカミくんには騙されない」
- 2017.10. NTV「先に生まれただけの僕」京明館高校2年3組　森大輝役
- 2018.03 TBS「中居正広の金曜日のスマイルたちへ」YOSHIKI編 YOSHIKI中学・高校時代役
- 2019.03 NTV「踊る!さんま御殿!!」#624 【ジェネレーション】「世代間ギャップを痛切に感じた事」免許ネタ 息子役
- 2019.08 EX「リュウソウジャー」#20 生太郎役
- 2019.08 TBS「中居正広の金曜日のスマイルたちへ」成田緑夢編 緑夢役
- 2020.10. TBS 「中居正広の金曜日のスマイルたちへ 」郷ひろみ篇 郷ひろみ青年役

### CM
- 2015.04 日本コカコーラ「ネームボトル ボルダリング」篇
- 2015.04 亀田の柿の種「隠したおやつ」篇
- 2016.07 コロプラ 白猫プロジェクト「みんなありがとう」篇
- 2017.03 ニチレイフーズ 特から「特から先生、歌う！」篇
- 2019.07 オロナミンC「シュポン！ハツラツ女子 川遊び」篇

### 広告
- web 2016.11 ゲオチャンネル「イタズラなkiss THE MOVIE 番外編① History of KOTOKO～琴子の恋物語」柏木尚一役
- スチール 2013 DMM.com(ウィンターウェアレンタル)
- スチール 2015.04 市進学院　茨進イメージモデル
- スチール 2016.11 小説「ブラッシュ」表紙
- スチール 2017.05 市進学院　スチールモデル
- スチール 2018.01 第5回「日本制服アワード」 準グランプリ
- ライブ映像 2017.05 ゆず「YUZU 20th Anniversary DOME TOUR2017 ゆずイロハ」オープニング映像
- 雑誌 2017.06「HR」　高校生ALL STARS”JK DK”大解剖
- 雑誌 2018.07「だらっとしたポーズカタログ２」

### 映画
- 2015.10.「焦がれる鼓動」佐藤太一役
- 2017.07 「君の笑顔に会いたくて」今井淳役
- 2022.01「前科者」滝本真司 中学時代役